# Cigoto
En biología, se denomina cigoto, cigota, huevo  o zigoto (del griego ζυγωτός zygōtós 'uncido, unido', derivado de ζυγοῦν zygoûn 'uncir, unir') a la célula resultante de la unión del gameto masculino (espermatozoide o anterozoide) con el gameto femenino (óvulo) en la reproducción sexual de los organismos (animales, plantas, hongos y algunos eucariotas unicelulares). La fusión de los gametos va seguida de la fusión de los núcleos, con lo cual resulta que el núcleo del cigoto posee dos juegos completos de determinantes genéticos (cromosomas), cada uno de ellos procedente del núcleo de un gameto. Su citoplasma y sus orgánulos son siempre de origen materno al proceder del óvulo.
El cigoto resultante experimenta un proceso denominado segmentación, en el cual se producen varias mitosis consecutivas y se origina una masa de células embrionarias, los blastómeros, que conforman la mórula, que posteriormente evoluciona a blástula. Todos los animales (s.s.) experimentan este fenómeno.
El huevo y después el cigoto, presentan una polaridad determinada, de modo que se distingue el polo germinativo o polo animal, donde se sitúa el núcleo y donde se desarrolla toda la actividad metabólica, y el polo vegetativo que es la zona donde se acumulan las sustancias de reserva o vitelo.

## Segmentación

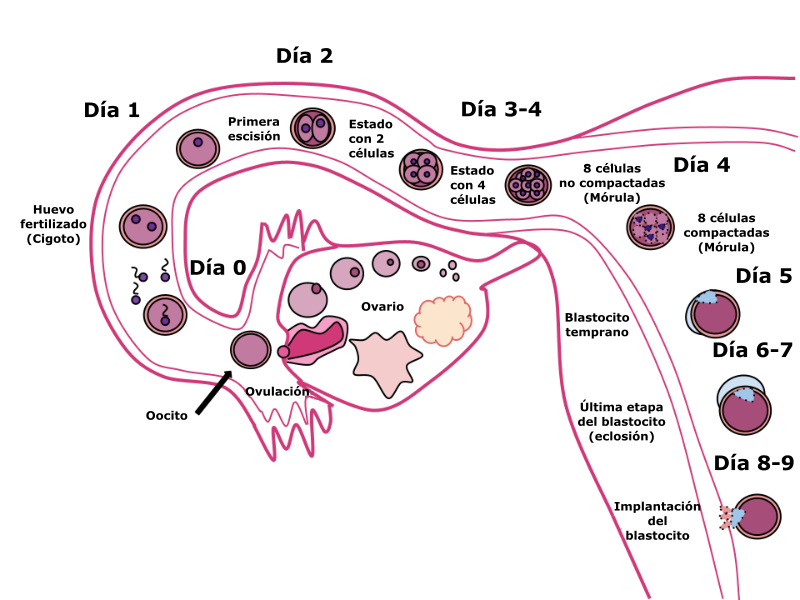
Diagrama de la división del cigoto.

Unas treinta horas después de la fecundación, el cigoto sufre una serie de divisiones mitóticas no ecuatoriales que dan origen a un rápido incremento en el número de células que lo conforman, llamadas blastómeros. En primer lugar, el cigoto se divide en dos blastómeros, luego en 4, en 8, y así sucesivamente durante el paso del cigoto a lo largo de la trompa de Falopio correspondiente hacia el útero. El cigoto aún se encuentra dentro de la zona pelúcida. Las divisiones subsecuentes a las 12 células dan origen a la mórula.

## Clasificación
La cantidad de vitelo y su localización permiten clasificar los cigotos en cuatro categorías, que coinciden plenamente con los tipos de óvulos: 
- Isolecíticos u oligolecíticos. Contienen poco vitelo, el cual se presenta en forma de finas granulaciones distribuidas de manera uniforme por todo el citoplasma. Poseen este tipo de huevos las esponjas, los cnidarios, los nemertinos, la mayoría de los moluscos, los equinodermos, los urocordados, los cefalocordados y los mamíferos (tanto los marsupiales como los placentarios, incluyendo el ser humano). En este último caso, se habla a veces de huevos alecíticos, porque están prácticamente desprovistos de vitelo ya que, gracias a que el desarrollo embrionario está facilitado por la placenta, carece de utilidad. La segmentación que parte de ellos es siempre total y en general desigual, pero unos pocos huevos isolecíticos dan lugar a una segmentación igual.
- Heterolecíticos o mesolecíticos. Tienen una cantidad más abundante de vitelo que forma granulaciones más heterogéneas y se distribuye de manera desigual; las granulaciones más gruesas se acumulan cerca del polo vegetativo y las más pequeñas cerca del polo animal o germinativo, cerca del núcleo. Son huevos característicos de anélidos, moluscos (excepto cefalópodos), teleósteos y anfibios. Su segmentación es siempre total y desigual.
- Telolecíticos. Contienen una gran cantidad de vitelo que se reúne en una masa que relega al citoplasma y al núcleo al polo germinativo, con lo que se origina una zona bien diferenciada, el disco germinativo o cicátrula. Los óvulos son voluminosos y son característicos de los cefalópodos, selacios, reptiles, aves y mamíferos prototerios. Su segmentación es parcial y discoidal.
- Centrolecíticos. El vitelo es muy abundante y forma una masa central rodeada por el citoplasma, que se extiende por toda la periferia, donde también se sitúa el núcleo. Son típicos de los artrópodos. La segmentación que parte de ellos es parcial y superficial.